# Emmesomyia spadibasis
Emmesomyia spadibasis este o specie de muște din genul Emmesomyia, familia Anthomyiidae, descrisă de Synder în anul 1957. Conform Catalogue of Life specia Emmesomyia spadibasis nu are subspecii cunoscute.